# Bahrenhof
Bahrenhof er en by og en kommune i det nordlige Tyskland, beliggende i Amt Trave-Land under Kreis Segeberg. Kreis Segeberg ligger i den sydøstlige del af delstaten Slesvig-Holsten.

## Geografi
Bahrenhof er en kommune med spredt bebyggelse omkring 8 km sydøst for Bad Segeberg og omkring 10 km nord for Bad Oldesloe. Mod vest går motorvejen A 21 fra Bad Segeberg mod Bad Oldesloe, og mod nord Bundesstraße B 206 fra Bad Segeberg mod Lübeck.